# Asychis auritus
Asychis auritus är en ringmaskart som beskrevs av Uschakov 1950. Asychis auritus ingår i släktet Asychis och familjen Maldanidae. Inga underarter finns listade i Catalogue of Life.